# 사비노우구

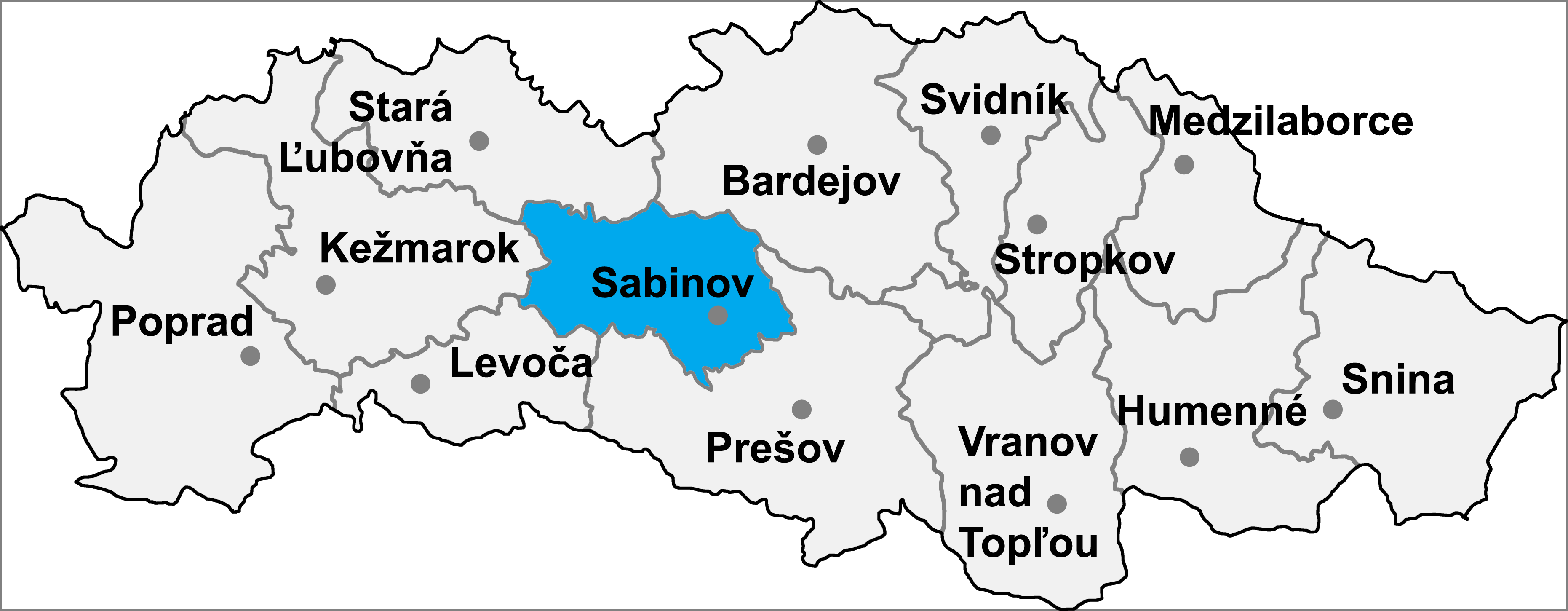
사비노우구의 위치

사비노우구(슬로바키아어: Okres Sabinov)는 슬로바키아 프레쇼우주를 구성하는 13개 구 가운데 하나로 행정 중심지는 사비노우이며 면적은 545.45km2, 인구는 58,969명(2014년 기준), 인구 밀도는 108.11명/km2이다.
프레쇼우주 중서부에 위치하며 43개 지방 자치체(2개 시, 41개 마을)를 관할한다. 북쪽으로는 스타라류보브냐구, 바르데요우구, 남쪽으로는 프레쇼우구, 레보차구, 서쪽으로는 케주마로크구와 접한다.